# Abra Cadaver
Abra Cadaver è un romanzo giallo dello scrittore statunitense  James N. Tucker ambientato nel 1990 a Pittsburgh, in Pennsylvania.
Racconta la storia del dottor Jack Merlin, chirurgo a tempo pieno, mago part-time, e ora investigatore, che scopre il corpo di un vecchio compagno di studi nel laboratorio di anatomia presso l'Università di Pittsburgh Medical Center.

## Fonte
Contemporary Authors Online. The Gale Group, 2006. PEN (Permanent Entry Number): 0000142340.